# Lull
Lull es un EP lanzado el 5 de noviembre de 1991 por el grupo musical estadounidense The Smashing Pumpkins. Está conformado por cuatro canciones, grabadas en 1991, a excepción de "Bye June", que fue grabada en 1989.

## Lista de canciones
1. "Rhinoceros" – 5:57
2. "Blue" – 3:22
3. "Slunk" – 2:49
4. "Bye June" – 2:09

## Personal
- Jimmy Chamberlin - Batería
- Billy Corgan - Voz, guitarra
- James Iha - Voz, guitarra
- D'Arcy Wretzky - Bajo

- Datos: Q3288910